# San José de Tránsito
San José de Tránsito är en ort i Mexiko.   Den ligger i kommunen Guanajuato och delstaten Guanajuato, i den centrala delen av landet, 280 km nordväst om huvudstaden Mexico City. San José de Tránsito ligger 1 871 meter över havet och antalet invånare är 683.
Terrängen runt San José de Tránsito är platt söderut, men norrut är den kuperad. Runt San José de Tránsito är det tätbefolkat, med 356 invånare per kvadratkilometer. Närmaste större samhälle är Guanajuato, 12,3 km nordost om San José de Tránsito. Trakten runt San José de Tránsito består till största delen av jordbruksmark.